# Хијераполис
Хијераполис (грч. Ιεραπολις, што значи „Свети град“) је древни грчки град на врху јединствених минералних извора у југозападној Турској, чије се рушевине налазе у близини града Денизли. Савремено име Хијераполис је Памукале (тур. Pamukkale, што значи  „Памучна тврђава"). На локалитету Хијераполиса налазе се остаци купатила, храмова и других древних грчких и древних римских споменика, као и оригиналне ранохришћанске грађевине, због чега је 1988. године, заједно са бањом Памукале, уписан на Унеско листу светске баштине.

## Географија
Ово подручје се налази у долини реке Мендерес које има умерену климу скоро целе године. Подручје је познато по карбонатном минералу који је текућа вода оставља за собом. Локалитет се састоји од топлих извора који има необичан облик плитких терасастих базена, насталих преливањем минералних вода и таложењем минерала. Памукале, је природна формација у оквиру археолошког налазишта. Налази се у турском унутрашњем егејском региону, ово подручје од давнина привлачили су термални извори, још од времена класичне антике.

## Историја
О пореклу града познато је само неколико историјских чињеница. Нису пронађени трагови присуства Хетита или Персијанаца. Фригијци су изградили храм, вероватно у првој половини 7. века п. н. е. Овај храм, који су првобитно користили грађани оближњег града Лаодикеје, касније ће чинити центар Хијераполиса.
Хиераполис је основан као термално купалиште рано у 2. веку пре нове ере у сфери Селеукидског царства. Антиох III Велики је послао 2.000 јеврејских породица у Лидију и Фригију из Вавилона и Месопотамије, а касније им се придружило још Јудеја. Јеврејска скупштина је расла у Хијераполису и процењује се на 50.000 до 62. п. н. е.
Град је проширен пленом из битке код Магнезије 190. п. н. е, где је Антиох Велики поражен од римског савезника Еумен II. После Апамејског споразума којим је окончан Сирски рат, Еумен је анектирао већи део Мале Азије, укључујући Хијераполис.
Када је 133. п. н. е. Атал III умро, завештао је своје краљевство Риму. Тако је Хијераполис постао део римске провинције Азије. У 17. години нове ере, током владавине цара Тиберија, велики земљотрес је уништио град.
Град, смештен у земљотресној зони, тешко је оштећен земљотресом из неронског периода и у потпуности је обновљен. После ових земљотреса, град је изгубио свој хеленистички карактер и постао типичан римски град. Хијераполис је постао важан центар Хеленистичке ере након римског периода. Утицајем хришћанског апостола Павла овде је основана црква док је он био у Ефесу. Овде је апостол Филип провео последње године свог живота. Наводи се да је градски Мартиријум изграђен на месту где је Филип разапет 80. године. нове. ере. Речено је и да су његове ћерке деловале као пророчице у региону.
Хијераполис, који је прешао под византијску власт 395. г. н. е. постао је епископско средиште. Хијераполис је остао у границама анатолских Селџука пред крај 12. века. У древном граду Хијераполис; Некропола, пут и капија Домицијана, храм Октоконус смештен на квадратном подручју, позориште, Фронтинусова улица и капија, Агора, Северно-византијска капија, Јужно-византијска капија, гимназија, зграда Тритонске фонтане, Аполоново светилиште, водени канали и нимфеји, Зид, Филипус Мартинон и његов мост, црква Дирекли, подручје Некрополе, рушевине катедрале и римског купалишта.
Подземне воде Памукале ( седре ), које се такође користе за лечење , привлачиле су туристе кроз историју.
Купатило је изграђено изван града како би се путници могли опрати и ући у град.
Процењује се да број становника у граду износи између 95.000 и 100.000, јер позоришни капацитет износи 9.500 људи.
Из дизајна позоришта се види да су се овде одржавале борбе гладијатора. Постоји висинска разлика од приближно једног метра између подручја удубљења испод сцене и редова седишта како би се публика заштитила од дивљих животиња. У позориштима у којима нема борби гладијатора, ова разлика не постоји, а редови почињу од нивоа позорнице.